# Holofernes
Holofernes (hebræisk: הולופרנס) var en assyrisk general i Nebukanesers tjeneste. Holofernes nævnes i den deuterokanoniske Bog Judits bog.
Det siges at den babyloniske kong Nebukaneser sendte Holofernes på hævntogt til de vestligt beliggende nabolande, som havde afvist at hjælpe ham.
Generalen belejrede byen Bethulia eller Meselieh (af nogen fortolket til nutidens by Ash Shaykh Shibil eller Sheikh Shibil (Latitude: 32.4608333, Longitude: 35.2236111), som ligger i den nordlige del af Jordans vestbred.
Byen var efter nogen tids belejring på vej til at overgive sig. Men Judith, en smuk Hebraisk enke, opsøgte Holofernes lejr, hvor hun havde held med at beruse ham, forføre ham og efterfølgende dræbe ham − ved hans eget sværd. Hun vendte tilbage til Bethulia med det afhuggede hoved og indgød herved hebræerne kampmod til at besejre fjenden.
Holofernes bliver skildret i flere malerier og andre kunstværker ved siden af Judit:
Canterbury-fortællingerne af Geoffrey Chaucer Munkens prolog og fortælling – (The Monk's Prologue and Tale)
Dantes Skærsilden (hvor Holofernes nævnes siddende på Stolthedens Terrasse).

## Eksterne links
- Wikimedia Commons har flere filer relateret til Holofernes